# Pau Gargallo i Catalán
Pau Gargallo i Catalán   (Maella, 5 de gener de 1881 - Reus, 28 de desembre de 1934) fou un escultor aragonès d'origen maellà.

## Biografia
Nascut a Maella, es va traslladar amb la seva família a Barcelona el 1888, on començà la seva formació artística a l'Escola de Llotja amb Venanci Vallmitjana. El 1895 va entrar al taller d'Eusebi Arnau, va esdevenir deixeble seu i van treballar plegats en algunes ocasions. A començament de segle freqüenta les tertúlies d'Els Quatre Gats, on coneix, entre d'altres, Picasso, Nonell i Manolo Hugué, i altres a qui va fer un bust el 1907.
El 1903 una beca li va permetre anar a París, on es va instal·lar al barri de Montparnasse i on faria llargues estades. Va viure a la comuna d'artistes Le Bateau-Lavoir, amb Max Jacob, Juan Gris i altres artistes, incloent-hi el seu amic Picasso. Va treballar amb Auguste Rodin. El 1904 va tornar a Barcelona i va obrir taller al carrer del Comerç. El 1905 Juan Gris li va presentar Magali Tartanson, amb qui es va casar el 1915. El 1906 va exposar per primera vegada individualment a la Sala Parés.
El 1912 s'estableix per dos anys a París, on retroba novament Picasso, Juan Gris i Manolo Hugué, fa amistat amb Modigliani i descobreix l'art primitiu i el cubisme analític de Picasso i Braque.
Durant la seva carrera professional, i gràcies al domini dels oficis artístics, treballa com a ajudant de diversos escultors i col·labora en moltes obres de l'arquitecte modernista Lluís Domènech i Montaner, en treballs escultòrics d'edificis com el palau de la Música Catalana, l'hospital de Sant Pau i l'Institut Pere Mata, amb escultures amb pedra i bronze. La seva trajectòria artística parteix dels plantejaments clàssics del modernisme i del noucentisme, uns plantejaments i unes pràctiques tradicionals de l'escultura que no abandonarà mai. Però Gargallo també rep la influència d'algunes de les concepcions de les avantguardes escultòriques, que el duen a sintetitzar les formes i a utilitzar l'espai com un element constitutiu de l'obra.
En un moment determinat es va sentir atret pels metalls. Aquesta atracció el va conduir a cercar noves solucions tècniques i nous plantejaments formals, malgrat que va continuar fent obres figuratives amb materials tradicionals com ara la terracota, la pedra o el marbre. Entre el 1920 i el 1923 incorpora la xapa de plom a la construcció d'escultures, modela els volums en negatiu i insereix l'espai buit a les seves obres. També realitza una mena de màscares metàl·liques còncaves, sovint amb característiques caricaturesques, en les quals l'espai interior assoleix un gran protagonisme.
El 1924, sota la dictadura de Primo de Rivera, és destituït com a professor i s'estableix a París. Després apareixeran les figures dempeus fetes amb retalls de soldats de ferro o altres metalls. Per realitzar-les, l'autor assajava prèviament amb unes plantilles de cartró retallat.
El 1934 va sofrir una pneumònia fulminant i va morir als 53 anys el 29 de desembre a Reus, on s'havia desplaçat per inaugurar una exposició de la seva obra. Fou enterrat al cementiri de Montjuïc (Barcelona).
El 1985 es va inaugurar el Museu Pablo Gargallo al palau dels Comtes d'Argillo de Saragossa. El museu té un excel·lent centre de documentació on es pot consultar informació sobre la vida i obra de l'artista. A més, el centre reuneix un important fons documental sobre altres escultors contemporanis.

## Obra
Al llarg de la seva carrera va mantenir simultàniament dos estils aparentment molt diferents, però en el fons prou relacionats: un estil clàssic, que sovint s'ha relacionat amb el noucentisme, i un estil avantguardista, en què experimenta amb la desintegració de l'espai (o sigui, representa formes sense omplir-les de material, com en el cap i el cos del Gran profeta), i amb nous materials, com la xapa de coure o plom. Les seves escultures més famoses són Gran ballarina (1929) i Gran bacant (1931).
Entre les seves obres més conegudes es poden citar, per exemple, els tres retrats de l'actriu Greta Garbo (1930-31), en què les xapes de ferro retallades tan sols dibuixen perfils, alguns elements aïllats (un ull, un tirabuixó dels cabells, el nas, etc.) o contorns del rostre, i en què l'espai esdevé la matèria constitutiva de l'obra. Una altra de les peces més famoses és el Gran profeta (1933), una obra contradictòria que es debat entre la figuració i l'abstracció formal. Es tracta d'una escultura monumental que vol semblar feta amb fragments afegits a la manera del collage però que respon més aviat als conceptes del modelat tradicional, una obra que pretén ser avantguardista i experimental, però que conserva un regust acadèmic que fa que alguns crítics perspicaços la qualifiquin de manierista avantguardista.

### Obra pública
Gargallo és un dels escultors que tenen més obres als espais públics i a l'abast de tothom. A la ciutat de Barcelona, se'n poden trobar peces: 
- a la Fonda Espanya: col·laboració en la llar de foc del bar, esculpida per Eusebi Arnau (1903), de qui llavors era ajudant
- a la façana dels cinemes Bosque, a la Rambla del Prat: els quatre baixos relleus (1907), que són un autoretrat i els retrats de Picasso, Nonell i Ramon Reventós;
- al Palau de la Música Catalana: els grups escultòrics del gran arc del prosceni (1908-1909, amb Beethoven i la cavalcada de les valquíries i Clavé i l'al·legoria de Les flors de maig)
- a la façana del Parlament de Catalunya, llavors museu d'art: bust de Josep Lluís Pellicer (1909)[4]
- a l'Hospital de la Santa Creu i Sant Pau: escultures de la façana i interior de l'edifici d'administració (1910), de la façana del Pavelló d'Operacions (1910), àngels de la façana del Convent (cap a 1925)
- al Parc de la Ciutadella: el monuments a l'actor Lleó Fontova (1910),
- al Cementiri de Sants: la làpida per a Marià Pidelaserra (1911, nínxol 900)
- a la Plaça de Sant Agustí: el monuments a l'actor Iscle Soler (1918),
- a la Plaça de Catalunya: El pastor de l'àliga i El pastor del flabiol (1928), d'estètica noucentista i classicista;
- als jardins de Miramar de la muntanya de Montjuïc: La veremadora (1928)
- al vestíbul de l'Ajuntament de Barcelona, l'escultura Urà (1933), obra amb molts elements decoratius que recorden l'art déco
- a l'Estadi Olímpic Lluís Companys: la Salutació olímpica (L'atleta clàssic i l'atleta modern) (1929) i Els aurigues (1929)[2]

L'obra de Gargallo es pot trobar també, entre d'altres, al Museu Nacional Centre d'Art Reina Sofia, de Madrid, al Museu Pablo Gargallo, de Saragossa, i en nombroses col·leccions particulars. La seva obra es caracteritza per la constant contradicció, l'ambivalència i la dualitat, i per l'eterna pugna entre el classicisme i l'avantguarda, que voreja constantment el perill del decorativisme i l'ornamentació.
De la seva tasca com a medaller destaca la medalla feta el 1911 en ocasió del VII Congrés del cotó, conservada actualment a la Biblioteca Museu Víctor Balaguer de Vilanova i la Geltrú.

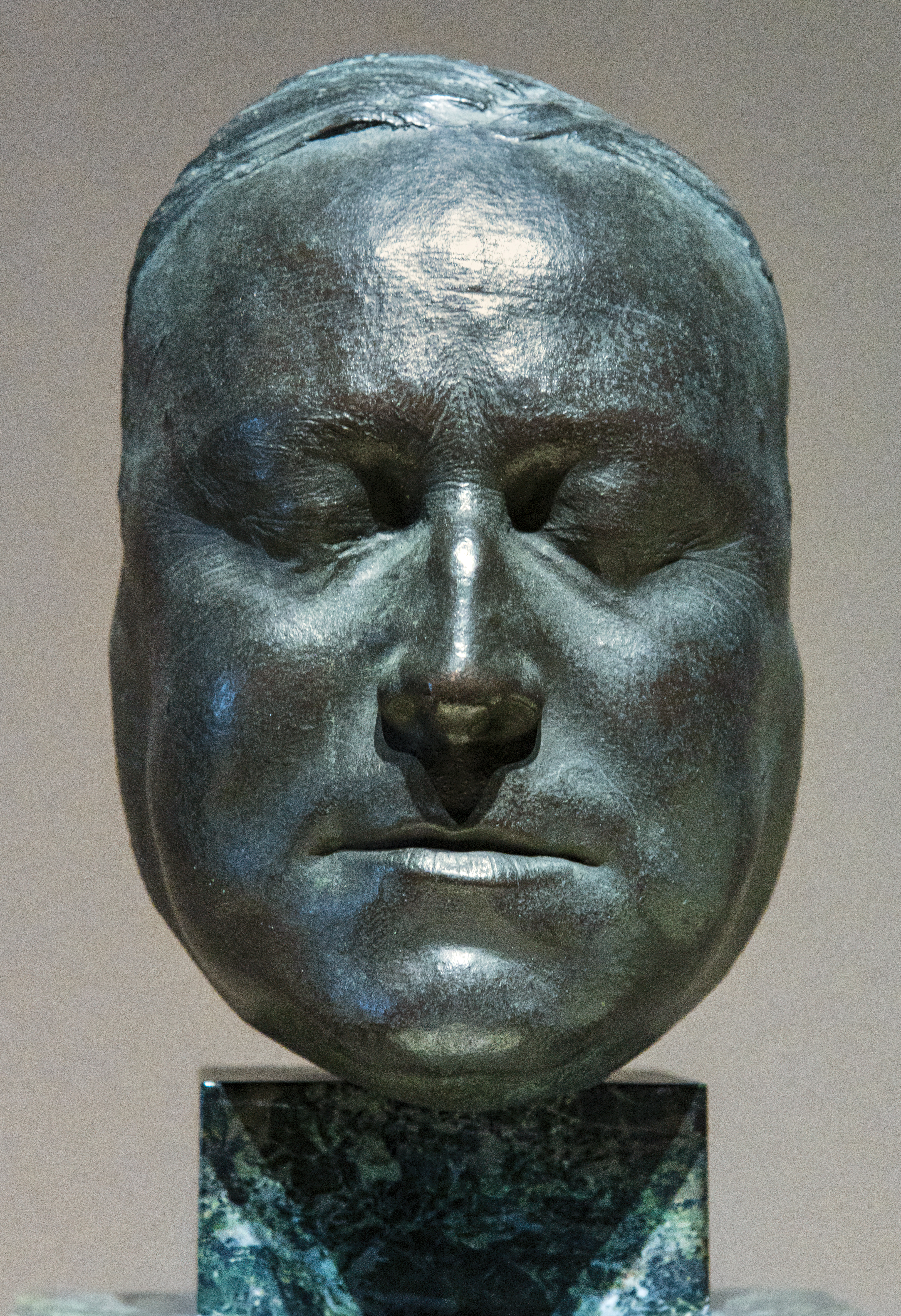
Isidre Nonell, bronze (1911), MNAC
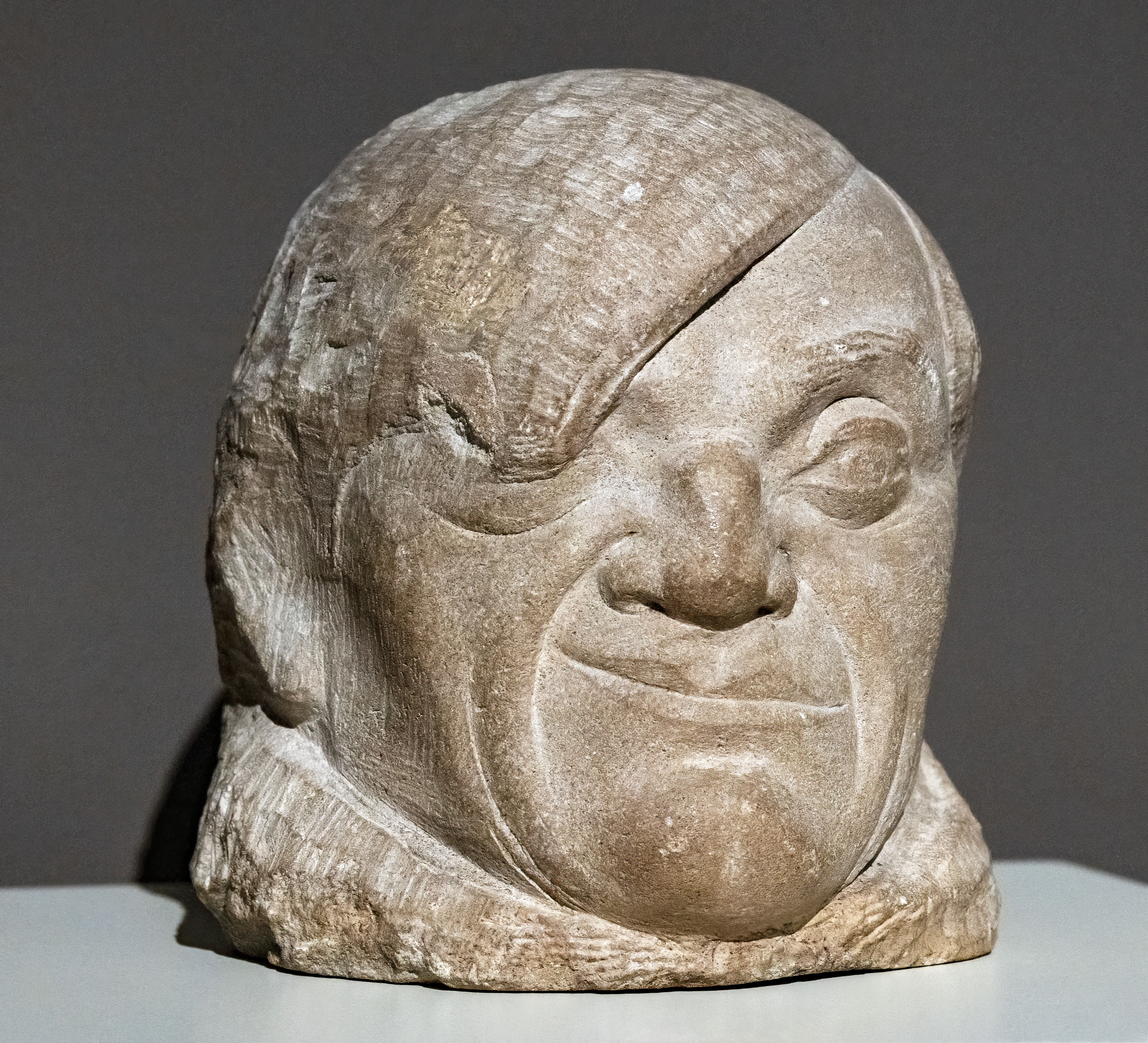
Retrat de Picasso - Pedra - (1913), MNAC
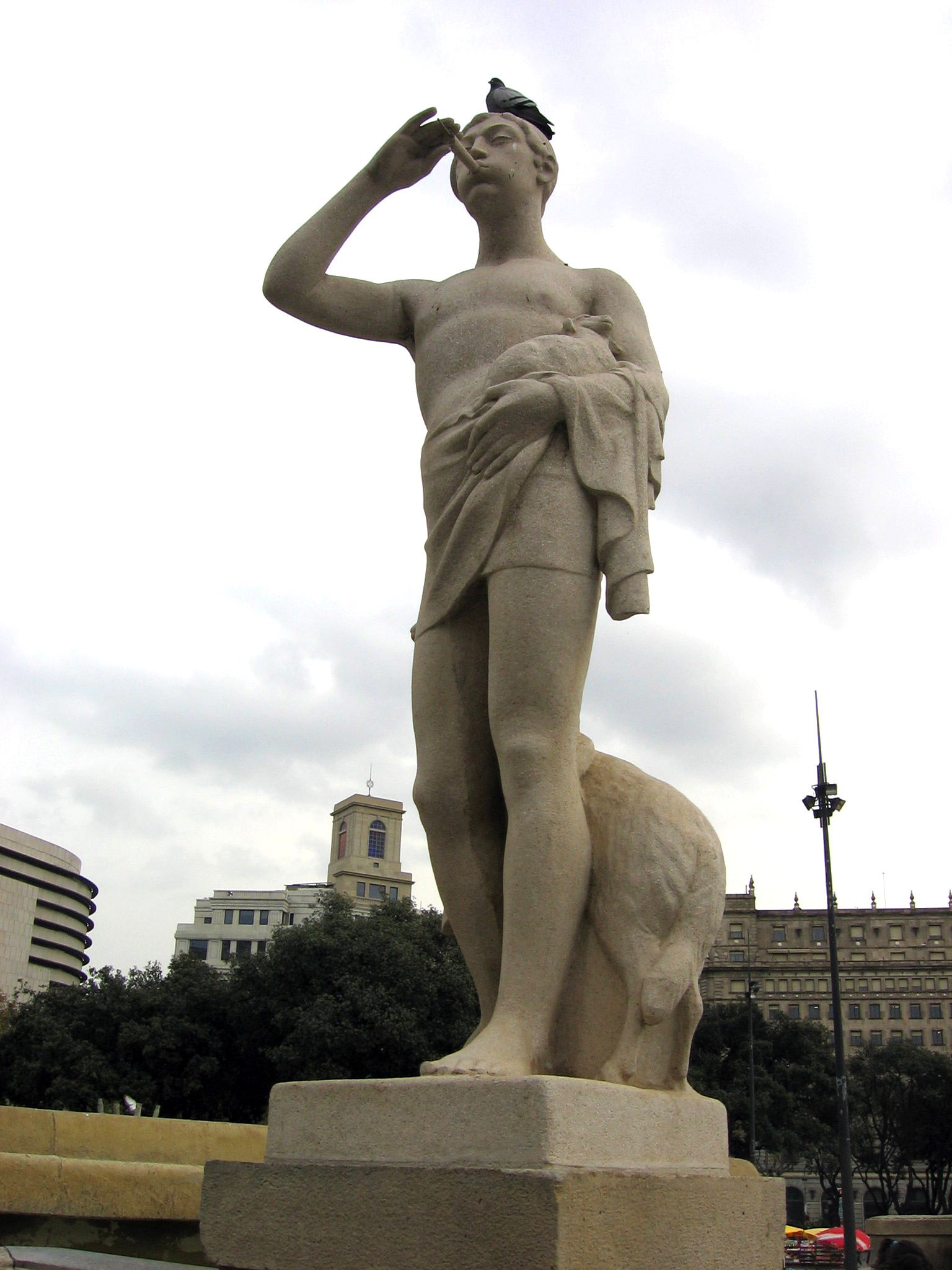
El pastor del flabiol de la plaça de Catalunya
Kiki de Montparnasse (1928) Museo Goya
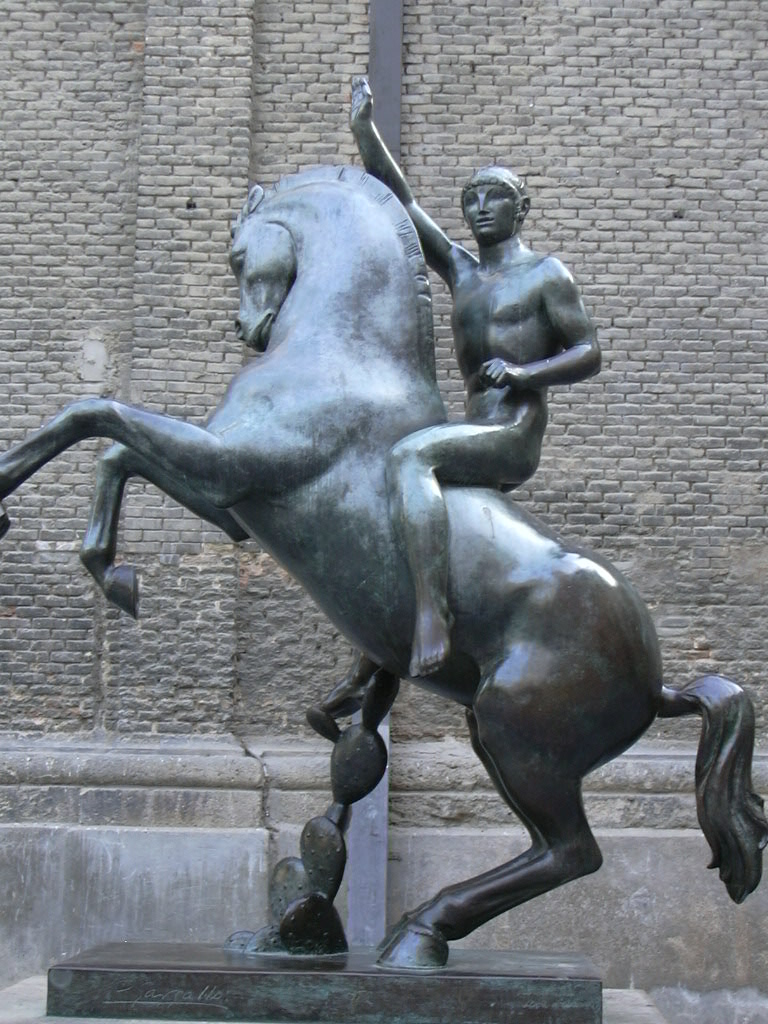
Genet de la porta de la Marató de l'Estadi Olímpic de Montjuïc, a Barcelona (foto de la còpia del Museu de Saragossa)
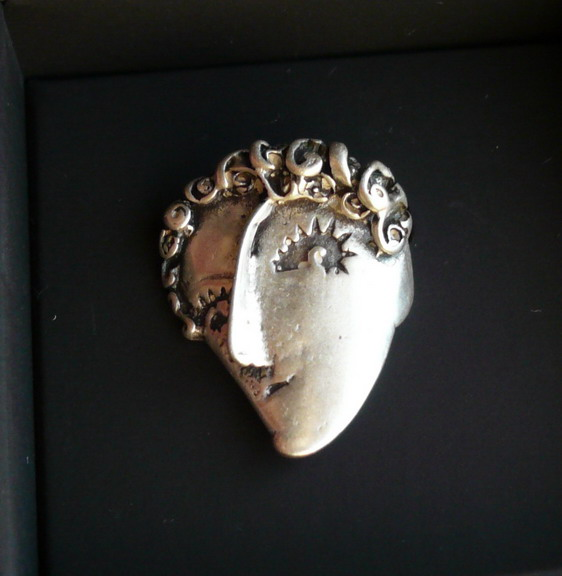
Màscara d'home. Reproducció en plata (2006) d'un penjoll original en or de Pau Gargallo, de 1916
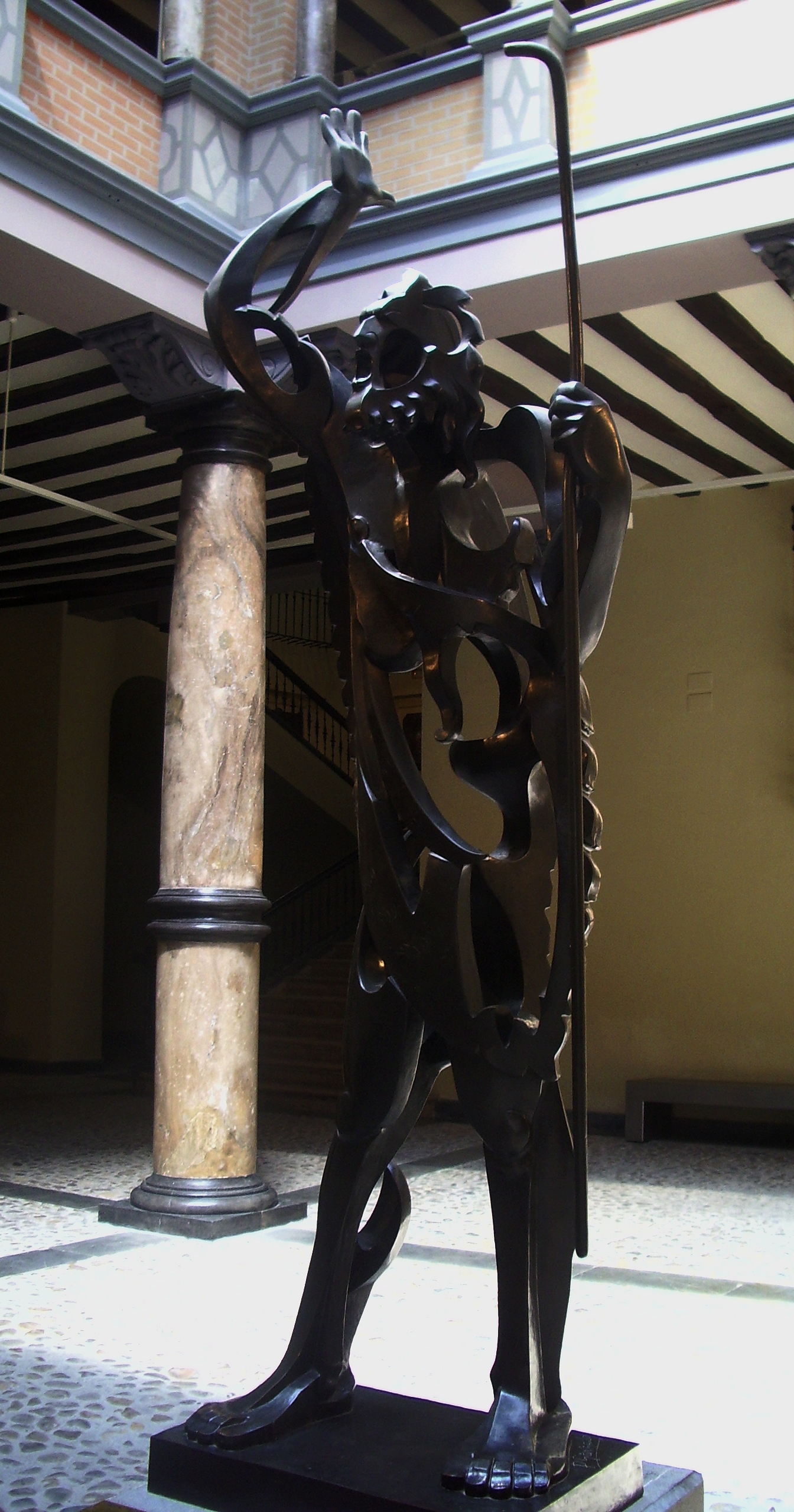
El profeta (1933)